# Колетотріх
Колетотріх (Colletotrichum) — рід грибів родини Glomerellaceae. Назва вперше опублікована 1831 року.

## Шкода сільському господарству
Коллетотрих надає значних збитків сільськогосподарським культурам. Антракноз квасолі (Colletotrichum lindemuthianum) вражає горох, боби, кукурудзу, сою, люпин. Ця хвороба призводить інколи до втрати половини урожаю. На стручках, листях, стеблях з'являються бурі розтріскані плями з червонуватим краєм. У вологу погоду плями заживають, а в суху розтріскуються. У вологу погоду спори гриба швидко проростають. Росткова трубка спори утворює спеціальну клітину — аппрессорій, що міцно кріпиться до кутикули рослини. Від аппрессорія відходить інфекційна гіфа, що входить у клітину рослини. Від момента зараження до нового спороношення проходить 4-7 днів. Міцелій може проникнути у насіння, яке або втрачає можливість прорости, або дає хворі паростки, що слугують джерелом інфекції.
Також небезпечні хвороби коллектотрих пляшкової тикви (Colletotrichum lagenarium), що паразитує на кавунах, динях, та в меншій мірі на огірках та гарбузах. Інкубаційний період 3-4 дні при температурі 22-27 °C та вологості 90 %. Уже при 50 % зараження не відбувається. Пошкоджує плоди, листя, черенки. Спочатку на рослині з'являються жовто-коричневі плями, пізніше вдавлені виразки. На поверхні виразок розвивається мідно-рожеве нашарування зі спор гриба. Від цього походить інша назва «медянка». Вражені органи швидко відмирають. Плоди при появі на них плям стають гіркими. Збудник зимує на залишках рослин у вигляді склероціїв та псевдопікнід. Насіння отримане із заражених рослин — також несе інфекцію.
Колетотріх клейкоспороподібний (Colletotrichum gloeosporioides) вражає цитрусові, що ослаблені зовнішніми факторами. У рослин всихають гілки, на листях з'являються бурі плями відмерлої тканини з чорними крапками, що розміщенні концентричними колами. З року в рік інфекція лишається в хворих деревах та опалих листках.

## Галерея

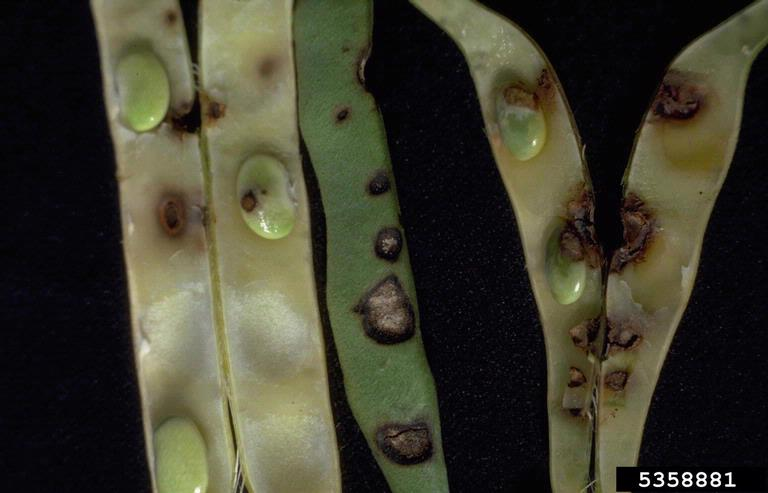
Colletotrichum lindemuthianum
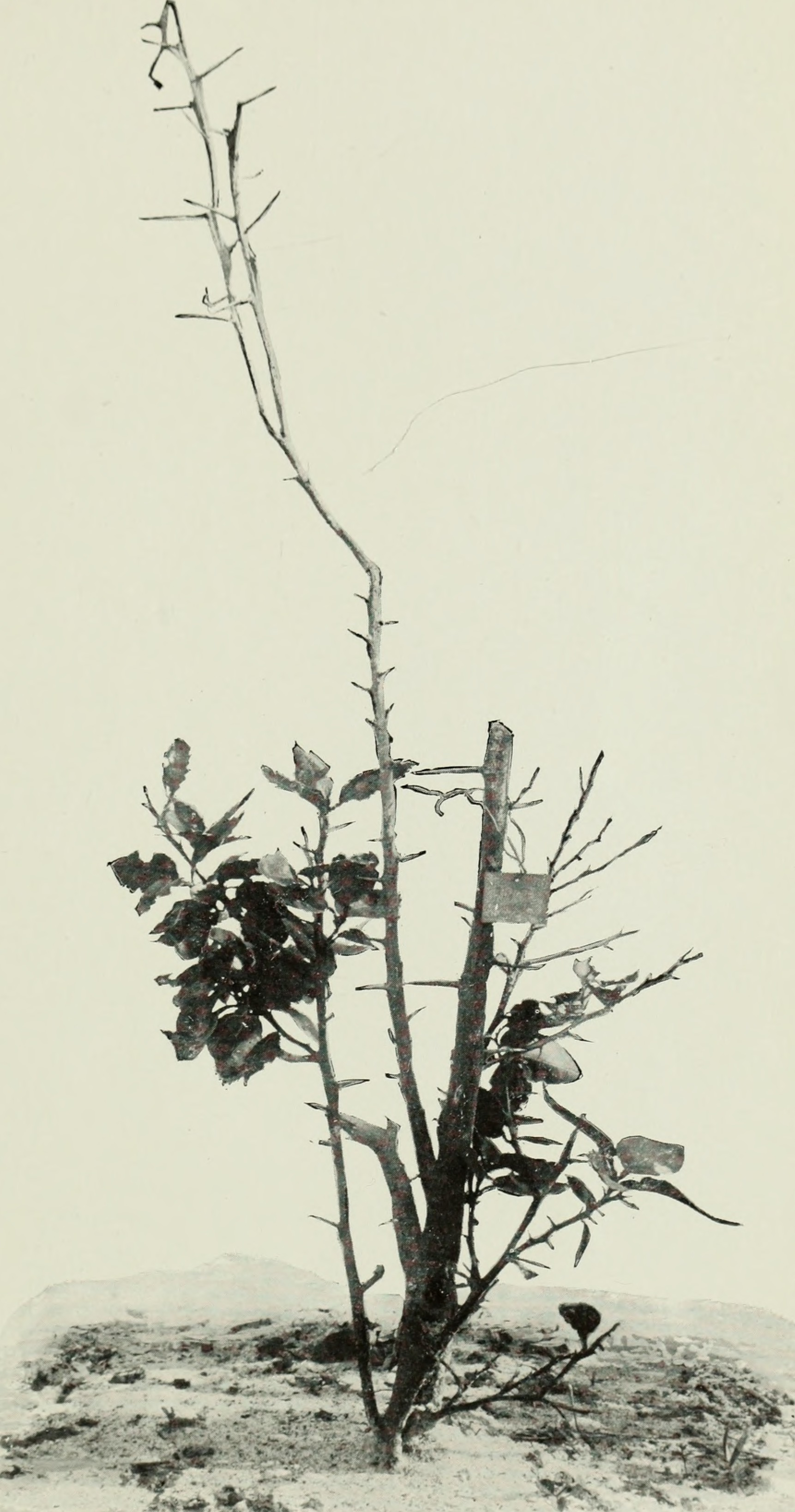
Наслідки Colletotrichum gloeosporioides
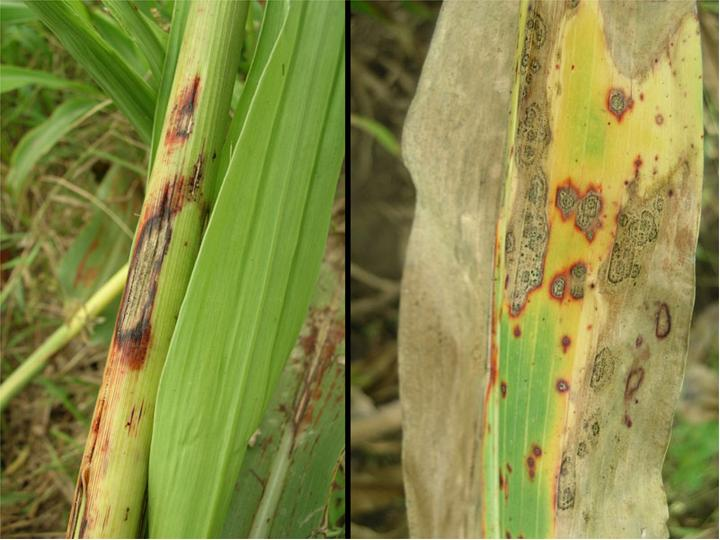
Colletotrichum sublineola

## Види
База даних Species Fungorum станом на 27.10.2019 налічує 377 видів роду Colletotrichum (докладніше див. Список видів роду колетотріх).